# Offensive line
Offensive line, linia ataku – pod-formacja drużyny atakującej w futbolu amerykańskim.
Linia ataku składa się z pięciu zawodników, liniowych (offensive linemen), których zadaniem jest ochrona podającego (gra górą) oraz robienie miejsca dla niosących piłkę (gra dołem) przez przepychanie blokujących zawodników obrony. Zawodnicy linii ataku nie mogą łapać podań. Poza środkowym, zawodnicy linii ataku z reguły nie dotykają piłki.